# Шаори (крепость)
Крепость Шаори (груз. შაორის ციხე) — мегалитическое сооружение бронзового века в муниципалитете Ахалкалаки в южном регионе Грузии Самцхе-Джавахети. Циклопический форт, построенный с помощью техники сухой кладки, имеет необычную планировку: ромбовидную с круговыми пространствами, и расположен на одноимённой скалистой горе, на высоте 2752 метров над уровнем моря, в горах Малого Кавказа, к северо-западу от озера Паравани. Крепость включена в список недвижимых культурных памятников национального значения Грузии.

## Архитектура

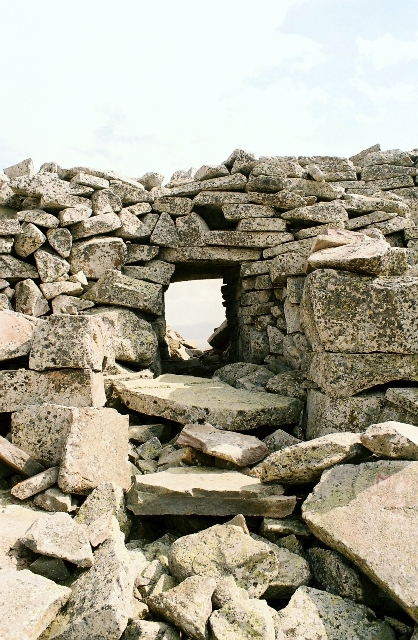
«Бойница» в крепости Шаори.

Крепость Шаори, ранее известная также как Керогли (название, происходившее от тюркского Короглу), имеет много топографических и архитектурных сходств с крепостью Абули, еще одним крупным циклопическим городищем, стратегически расположенным в районе озера Паравани.
Крепость Шаори построена из крупных базальтовых блоков, без использования строительного раствора. Она состоит из двух частей, каждая из которых расположена на вершине крутого пика. Центральная часть представляет собой в плане неправильный прямоугольник и была построена в самой высокой области. В неё можно было попасть через восточные ворота, ширина которых составляла 1 метр, а высота — 1,3 метра. Расположение и пространственная организация крепости Шаори делает маловероятным вариант того, что она использовалась в качестве центра городской жизни. Предположительно она могла служить и религиозным целям.

## История и археология
Крепость Шаори впервые упоминается в письменных источниках по географии грузинского учёного начала XVIII века Вахушти Багратиони. Левон Меликсет-Бек стал первым, кто попытался систематически изучать монолитные памятники Грузии, включая Шаори, в 1938 году. 
В Шаори не было проведено никаких археологических раскопок, что затрудняет точную датировку или отнесение памятника к какой-либо конкретной культуре. Было отмечено сходство в технике строительства и материале с триалетскими курганами, что указывает на первую половину II тысячелетия до н. э. как на возможный период возведения сооружения. 
Распространение циклопических крепостей является археологическим свидетельством социальных изменений на Южном Кавказе в период от середины до конца бронзового века, отражающих социальную дифференциацию и появление новых властных элит. Эти укрепления обычно возводились на крутых склонах гор. Распределение поселений и культурный материал предполагают, что те, кто содержали эти горные крепости, осуществляли контроль над пахотными землями и ресурсами. Кроме того, они также могли выполнять экономические и оборонительные функции для своих внутренних районов. 